# جونثان فابرو
جونثان فابرو (بالإسبانية: Jonathan Fabbro)‏ (16 يناير 1982 ببوينس آيرس في الأرجنتين - ) هو لاعب كرة قدم أرجنتيني وباراغواياني في مركز الوسط. شارك مع منتخب باراغواي لكرة القدم. أما مع النوادي، فقد لعب مع أتلتيكو مينييرو وأرجنتينوس جونيورز وأونس كالداس وبوكا جونيورز وريال مايوركا ب وريال مايوركا وريفر بليت وسيرو بورتينيو ونادي أونيفرسيداد كاتوليكا ونادي غواراني ودورادوس سينالوا ونادي غواراني (نادي كرة قدم).

## روابط خارجية
- جونثان فابرو على موقع قاعدة بيانات كرة القدم.إي يو (الإنجليزية)
- جونثان فابرو على موقع ناشيونال فوتبول تيمز (الإنجليزية)
- جونثان فابرو على موقع Soccerway.com (الإنجليزية)
- جونثان فابرو على موقع عالم كرة القدم.نت (الإنجليزية)
- جونثان فابرو على موقع AS.com (الإسبانية)